# San Lorenzo Mondinari
San Lorenzo Mondinari è una frazione del comune cremonese di Cella Dati posta a nordovest del centro abitato.

## Storia
La località era un piccolo villaggio agricolo di antica origine del Contado di Cremona con 176 abitanti a metà Settecento.
In età napoleonica, dal 1810 al 1816, San Lorenzo Mondinari fu frazione di Pugnolo, recuperando poi l'autonomia con la costituzione del Regno Lombardo-Veneto.
All'unità d'Italia nel 1861, il comune contava 269 abitanti.
Nel 1868 il comune di San Lorenzo Mondinari venne annesso dal comune di Pugnolo, divenuto successivamente Cella Dati.